# Конвой № 4805
Конвой № 4805 — японський конвой часів Другої світової війни, проведення якого відбувалось у серпні 1943-го.
Вихідним пунктом конвою був атол Трук у центральній частині Каролінських островів, де ще до війни створили потужну базу японського ВМФ, з якої до лютого 1944-го провадились операції в цілому ряді архіпелагів. Пунктом призначення став розташований у Токійській затоці порт Йокосука, що під час війни був обраний як базовий для логістики Трука.
До складу конвою увійшли переобладнаний гідроавіаносець «Кунікава-Мару» (з весни 1943-го курсував між Японією та Рабаулом для доставки літаків) та транспорт «Хакусан-Мару», тоді як охорону забезпечував торпедний човен «Оторі».
Загін вийшов у море 5 серпня 1943-го. Його маршрут пролягав через кілька традиційних районів патрулювання американських підводних човнів, що зазвичай діяли на підходах до Труку, біля Маріанських островів, островів Огасавара та поблизу східного узбережжя Японського архіпелагу. Втім, у підсумку проходження конвою № 4805 відбулось успішно і 12 серпня він без втрат досягнув Йокосуки.